# Diccionario de rima (chino)

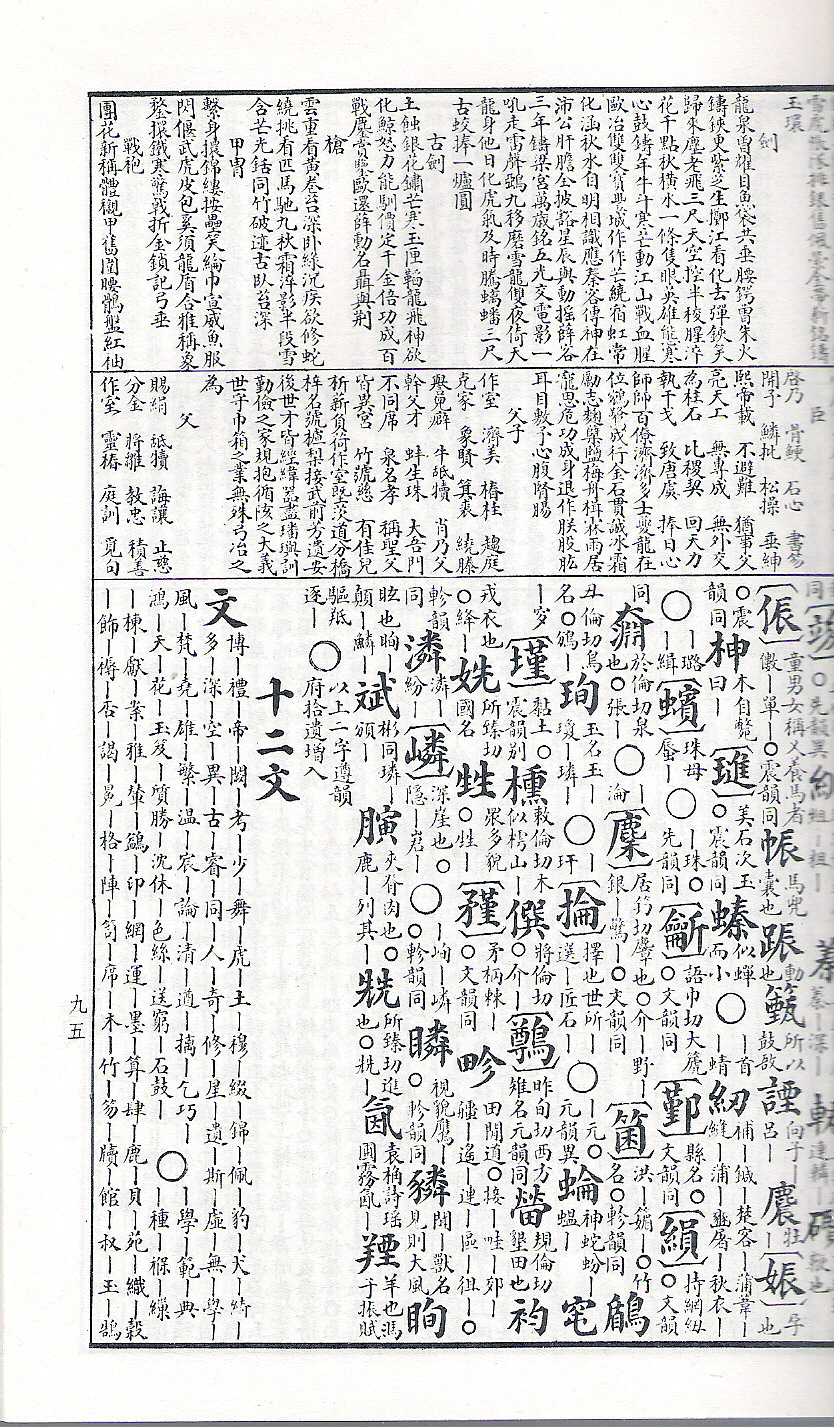
Una página del Shiyun Hebi (詩韻合璧), un diccionario de rima de la dinastía Qing.

Un diccionario de rima o libro de rima (en chino simplificado, 韵书; en chino tradicional, 韻書; pinyin, yùnshū) es un tipo antiguo de diccionario chino usado para escribir poesía y otros géneros que requieren rimas. 
Agrupa los caracteres por rima y tono en vez de hacerlo por radical.
- Datos: Q2191807